# گوجومه، آکیتا
گوجومه، آکیتا (به لاتین: Gojōme, Akita) یک منطقهٔ مسکونی در ژاپن است که در استان آکیتا واقع شده‌است. گوجومه ۲۱۴٫۹۴ کیلومترمربع مساحت و ۹٬۹۴۶ نفر جمعیت دارد.